# Dacnusa tarsalis
Dacnusa tarsalis är en stekelart som beskrevs av Thomson 1895. Dacnusa tarsalis ingår i släktet Dacnusa och familjen bracksteklar. Arten är reproducerande i Sverige. Inga underarter finns listade i Catalogue of Life.